# Engagement et distanciation

Engagement et distanciation : contributions à la sociologie de la connaissance est un ouvrage du sociologue allemand Norbert Elias, paru en 1983, et en 1993 pour la traduction française de Michèle Hulin.

## Description
Le livre comprend trois textes:
1. Engagement et distanciation, texte d’épistémologie des sciences sociales, paru initialement en 1956 dans le British Journal of Sociology, puis remanié en 1977-1978.
2. Les pêcheurs dans le Maelström, adaptation d’une conférence prononcée au 20e congrès des sociologues allemands en 1980.
3. Pensées sur la grande évolution, texte inachevé de 1979.

Dans la traduction française aux éditions Fayard, ces textes sont complétés par un avant-propos de l’historien Roger Chartier et par une postface de l’éditeur, Michael Schröter.

## Engagement et distanciation
Dans ce texte, Norbert Elias explique la raison pour laquelle la distanciation opérée dans les sciences de la nature, par rapport à leur objet d’étude, n’a pas encore eu lieu dans les sciences sociales. Cette absence de distance découle du fait que l’homme est encore souvent une source de danger pour l’homme, contrairement à la nature, largement maîtrisée. Le niveau émotionnel élevé des relations inter-individuelles qui en résulte conduit souvent à un engagement, conduisant à des prises de position normatives, du chercheur face à l’objet de sa recherche.
Une deuxième raison tient au fait qu’en sociologie, contrairement au cas des sciences de la nature, l'objet de la recherche est également un sujet, ce qui rend difficile la prise de distance. De plus, il est nécessaire au chercheur de participer aux activités humaines pour en avoir l’intelligence. Un aller-retour constant entre engagement et distanciation est donc nécessaire.
Une troisième raison du peu d’avancée des sciences sociales est, pour Norbert Elias, la contamination des méthodes des sciences sociales par celles des sciences physico-chimiques. En effet, ces dernières établissent des lois entre des unités constitutives indépendantes, qui ont une existence propre (comme un électron, une molécule). Or, cette méthode est inapplicable en sciences sociales, où les unités constitutives, comme en biologie, n’ont pas d’existence autonome, leur structure interne évoluant en fonction de la configuration où elles se trouvent. Ainsi un organe (foie, cœur …) prélevé de son organisme, ou un homme sans interaction avec son environnement (nature, société), ou encore une nation ou classe sociale isolée du reste du monde, ne se rencontrent jamais. De plus, le type d’environnement de l’organe, de  l’homme, ou du groupe social, influe sur le fonctionnement interne de celui-ci.
Alors que la pensée de Norbert Elias sur de nombreux sujets a été abondamment analysée et critiquée, cette étude de sociologie de la connaissance a été peu explorée jusqu’à maintenant.

## Les pêcheurs dans le maelström
Dans ce texte, en s'appuyant sur l'histoire homonyme d'Edgar Allan Poe, Norbert Elias introduit pour la première fois en sociologie la notion psychiatrique de double lien, et l’applique à deux situations : l’opposition pensée magique/pensée scientifique, et la guerre froide :
1. Pendant des millénaires, la nature a été une source de danger pour l’homme. Les sentiments violents qui en ont résulté (peur, faim, souffrance) l’ont empêché d’avoir une vision réaliste de la nature, et l’ont conduit à la construction de fantasmes et de mythes. Ces derniers ne lui permettaient pas d’agir sur la nature pour en éloigner les dangers, ce qui ne faisait qu’entretenir sa peur. L’homme est sorti de ce cercle vicieux en procédant à une distanciation progressive par rapport aux phénomènes naturels[11]. La maîtrise de sa peur lui a permis de sortir du double lien, d’analyser rationnellement le fonctionnement de la nature, et de mettre en place des moyens de lutte efficaces contre les dangers naturels, faisant du même coup baisser ses craintes. Ce cercle vertueux a conduit à la généralisation de la pensée scientifique[12].
2. Si les relations inter-individuelles au sein d'un même État sont maintenant largement pacifiées, grâce à l’exercice par l’État d’un monopole de la violence physique[13], les relations inter-étatiques en sont encore à un stade archaïque, le même qui prévalait déjà entre tribus primitives. En effet, l’existence, pour un pays, de voisins forts, ayant la capacité de l’envahir, induit une peur qui l’amène à accroître sa puissance. En retour, cette puissance inquiète ses voisins qui vont eux-mêmes s’armer. Ce double lien conduit à une recherche d’hégémonie perpétuelle, dont le point culminant a été la confrontation planétaire entre les États-Unis et l'URSS[14]. Norbert Elias rappelle que cette configuration d’affrontement est largement non planifiée, inhérente à l’existence du double lien entre les pays, même si elle a souvent été présentée comme le résultat de volontés individuelles. Par ailleurs, cette absence de distanciation des groupes humains par rapport aux relations inter-étatiques les conduit à une vision fantasmée, dominée par les affects, de leur État, où ils projettent beaucoup d’eux-mêmes, tout en croyant se comporter rationnellement[15].

## La grande évolution
Dans ce texte épistémologique, Norbert Elias introduit l’idée d’une grande évolution de l’univers, où des objets de plus en plus complexes apparaissent progressivement : atome, molécules, macromolécules, cellules, organismes, espèces … Il introduit d’ailleurs une différence épistémologique fondamentale entre les sciences étudiant les macromolécules et en-dessous, et celles étudiant les cellules et au-dessus. En effet, dans le second cas, les composantes des objets étudiés (par exemple les cellules d’un tissu) présentent une différenciation fonctionnelle (chaque cellule jouant un rôle) dépendant des interactions entre ces composantes. Celles-ci ne peuvent donc plus être étudiées indépendamment, comme des molécules. Dans ce cas, l’objectif scientifique n’est plus de trouver des lois immuables, mais d’identifier les processus d’évolution, ces objets évoluant constamment, de la naissance à la mort.